# هاري سالتزمان
هاري سالتزمان (بالإنجليزية: Harry Saltzman)‏‏ (27 أكتوبر 1915 في شيربروك - 28 سبتمبر 1994 في باريس) منتج أفلام، وكاتب سيناريو من الولايات المتحدة.

## روابط خارجية
- هاري سالتزمان على موقع IMDb (الإنجليزية)
- هاري سالتزمان على موقع الموسوعة البريطانية (الإنجليزية)
- هاري سالتزمان على موقع ألو سيني (الفرنسية)
- هاري سالتزمان على موقع أول موفي (الإنجليزية)
- هاري سالتزمان على موقع قاعدة بيانات الأفلام السويدية (السويدية)
- هاري سالتزمان على موقع قاعدة بيانات الفيلم (الإنجليزية)
- هاري سالتزمان على موقع كينوبويسك (الروسية)